# Дискографија Др. Дреа
Андре Ромел (Комптон, 18. фебруар 1965), познатији под псеудонимом Др. Дре је амерички репер и музички продуцент. Током своје каријере, репер је снимио 3 студијска албума, 14 синглова и 6 компилацијских албума.
Др. Дре је своју каријеру започео средином осамдесетих година и наступао је са групом N.W.A. од 1987—1991. године. Године 1992. почео је са соло каријером, објавио сингл Deep Cover у сарадњи са Снуп Догом и албум The Chronic. У то време синглови Nuthin' but a 'G' Thang и Fuck wit Dre Day нашли су се међу првих десет песама на америчкој музичкој листи Billboard Hot 100. Др. Дре је у то време започео и каријеру као музички продуцент, продуцирао деби албум Снуп Дога Doggystyle и музику за филм Изнад Рима. Наступо је на песами Ајс Кјуба Natural Born Killaz, Тупака Шакура California Love и са многим другим.
Године 1996. формирао је сопствену издавачку кућу Aftermath Entertainment.
Године 1999. издао је свој други студијски албум под називом 2001. Овај албум добио је шест награда у Сједињеним Државама и Канади, где је продат у 500.000 примерака. Синглови Forgot About Dre и The Next Episode доспели су међу првих десет песама на листу Hot rap. Као оснивач и извршни директор издавачке куће Aftermath Entertainment Др. Дре се фокусирао на продукцију других уметника почетком 20. века, а појавио се и на сингловима Еминема Encore, 2004. и Crack a Bottle, 2009. године. Два сингла, Kush са Снуп Догом и Ејконом и I Need a Doctor, са Еминемом и Скајлар Греј издати су 24. фебруара 2011. године и за сваки је направљен спот. 
У септембру 2014. године, продуцент Aftermath Entertainmenta Даун Паркер, открио је да је Др. Дре радио на новом албуму, чије снимање још увек није завршено. Албум Compton, објављен је 7. августа 2015. године и нашао се на другом месту листе Bilboard Top 200, а био је на првим местима музичких листа у Великој Британији, Канади, Аустралији, Ирској, Холандији, Белгија, Француској, Швајцарској и на Новом Зеланду.

## Албуми

### Студијски албуми
| Назив       | Детаљи | Позиције | Позиције | Позиције | Позиције | Позиције | Позиције | Позиције | Позиције | Позиције | Позиције | Позиције | Број проданих примерака        | Сертификати |
| Назив       | Детаљи | САД      | САД R&B  | АУС      | КАН      | ФРА      | НЕМ      | ИР       | ХОЛ      | НЗ       | ШВЕ      | УК       | Број проданих примерака        | Сертификати |
| ----------- | --- | -------- | -------- | -------- | -------- | -------- | -------- | -------- | -------- | -------- | -------- | -------- | ------------------------------ | --- |
| The Chronic | - Датум изласка: 15. децембар 1992. - Издавачка кућа: Дет роу рекордс, Interscope Records - Формат: ЦД, ЛП, аудио касета, виртуелно преузимање | 3        | 1        | 91       | —        | —        | 74       | 48       | —        | —        | —        | 43       | - САД: 5,800,000 - УК: 260,814 | - Америчко удружење дискографских кућа: 3× Платина - BPI: Злато |
| 2001        | - Датум изласка: 16. новембар 1999. - Издавачка кућа: Aftermath Entertainment, Interscope - Формат: ЦД, ЛП, аудио касета, дигитално преузимање | 2        | 1        | 26       | 2        | 15       | 20       | 7        | 17       | 11       | 36       | 4        | - САД: 7,900,000               | - Америчко удружење дискографских кућа: 6× Платина - Аустралијско удружење дискографских кућа: 2× Платина - BPI: 4× Платина - BVMI: Злато - IFPI SWI: Злато - MC: 5× Платина - RMNZ: 2× Платина - SNEP: Злато |
| Compton     | - Датум изласка: 7. август 2015. - Издавачка кућа: Aftermath, Interscope - Формат: ЦД, ЛП, дигитално преузимање                                | 2        | 1        | 1        | 1        | 1        | 4        | 1        | 1        | 1        | 1        | 1        | - УК: 560,000                  | - Америчко удружење дискографских кућа: Злато - Аустралијско удружење дискографских кућа: Злато - BPI: Злато - SNEP: Злато                                                                                    |

### Компилацијски албуми
| Назив                          | Детаљи албума | Позиција | Позиција | Позиција | Сертификати                                     |
| Назив                          | Детаљи албума | САД      | САД R&B  | КАН      | Сертификати                                     |
| ------------------------------ | --- | -------- | -------- | -------- | ----------------------------------------------- |
| Concrete Roots                 | - Датум изласка: 20. септембар 1994. - Издавачка кућа: Triple X - Формат: ЦД, ЛП, аудио касета                                  | 43       | 14       | —        |                                                 |
| First Round Knock Out          | - Датум изласка: 21. мај 1994. - Издавачка кућа: Triple X - Формат: ЦД, ЛП, аудио касета                                        | 52       | 18       | —        |                                                 |
| Back 'n the Day                | - Датум изласка: 24. септембар 1996. - Издавачка кућа: Blue Dolphin - Формат: ЦД, аудио касета                                  | —        | —        | —        |                                                 |
| Dr. Dre Presents the Aftermath | - Датум изласка: 26. новембар 1999 - Издавачка кућа: Aftermath, Interscope - Формат: ЦД, ЛП, аудио касета, дигитално преузимање | 6        | 3        | 69       | - Америчко удружење дискографских кућа: Платина |
| Chronicle: Best of the Works   | - Датум изласка: 28. маја 2002. - Издавачка кућа: Death Row - Формат: ЦД                                                        | —        | —        | —        |                                                 |
| Chronicles: Death Row Classics | - Датум изласка: 27. јун 2006. - Издавачка кућа: Death Row - Формат: ЦД                                                         | —        | —        | —        |                                                 |

### Филмска музика
| Назив    | Детаљи албума | Позиција | Позиција | Позиција | Позиција | Позиција | Позиција | Сертификати                                   |
| Назив    | Детаљи албума | САД      | САД R&B  | КАН      | ФРА      | НЕМ      | ХОЛ      | Сертификати                                   |
| -------- | --- | -------- | -------- | -------- | -------- | -------- | -------- | --------------------------------------------- |
| The Wash | - Датум изласка: 6. новембар 2001. - Издавачка кућа: Aftermath Entertainment, Interscope Records - Формат: ЦД, дигитално преузимање | 19       | 5        | 9        | 21       | 20       | 15       | - Америчко удружење дискографских кућа: Злато |

## Синлови

### Као главни извођач
| Назив                                                     | Година | Позиција | Позиција | Позиција | Позиција | Позиција | Позиција | Позиција | Позиција | Позиција | Позиција | Сертификат                                                      | Албум                          |
| Назив                                                     | Година | САД      | САД R&B  | САД Реп  | ФРА      | НЕМ      | ИР       | ХОЛ      | НЗ       | ШВЕ      | УК       | Сертификат                                                      | Албум                          |
| --------------------------------------------------------- | ------ | -------- | -------- | -------- | -------- | -------- | -------- | -------- | -------- | -------- | -------- | --------------------------------------------------------------- | ------------------------------ |
| "Deep Cover" (са Снуп Догом)                              | 1992   | —        | 46       | 4        | —        | —        | —        | —        | —        | —        | —        |                                                                 | Deep Cover                     |
| "Nuthin' but a 'G' Thang" (са Снуп Догом)                 | 1992   | 2        | 1        | 1        | —        | —        | —        | —        | 39       | —        | 31       | - Америчко удружење дискографских кућа: Платина                 | The Chronic                    |
| "Fuck wit Dre Day" (са Снуп Догом)                        | 1993   | 8        | 6        | 13       | —        | —        | —        | —        | 49       | —        | 59       | - Америчко удружење дискографских кућа: Злато                   | The Chronic                    |
| "Let Me Ride"                                             | 1993   | 34       | 3        | 3        | —        | —        | —        | —        | —        | —        | 31       |                                                                 | The Chronic                    |
| "Natural Born Killaz" (са Ајс Кјубом)                     | 1994   | —        | —        | —        | —        | —        | —        | —        | —        | —        | 45       |                                                                 | Murder Was the Case            |
| Keep Their Heads Ringin                                   | 1995   | 10       | 10       | 1        | 29       | 23       | —        | 15       | 3        | 7        | 25       | - Америчко удружење дискографских кућа: Злато                   | Friday                         |
| "Been There, Done That"                                   | 1996   | —        | —        | —        | —        | —        | —        | —        | 31       | —        | —        |                                                                 | Dr. Dre Presents the Aftermath |
| "Zoom" (са Л Кул Џејом])                                  | 1998   | —        | 101      | —        | —        | 44       | —        | 67       | —        | 45       | 15       |                                                                 | Bulworth                       |
| "Still D.R.E." (са Снуп Догом)                            | 1999   | 93       | 32       | 11       | 29       | —        | 14       | —        | —        | —        | 6        | - BPI: Платина - BVMI: Злато                                    | 2001                           |
| "Forgot About Dre" (са Еминемом)                          | 2000   | 25       | 14       | —        | —        | 41       | 20       | 16       | 26       | 37       | 7        | - BPI: Злато                                                    | 2001                           |
| "The Next Episode" (са Снуп Догом, Куруптом и Нејт Догом) | 2000   | 23       | 11       | 9        | 22       | 34       | 11       | 26       | —        | 34       | 3        | - BPI: Злато - BVMI: Злато                                      | 2001                           |
| "The Watcher"                                             | 2001   | —        | —        | —        | 47       | —        | —        | —        | —        | —        | —        |                                                                 | 2001                           |
| "The Wash]" (са Снуп Догом)                               | 2001   | 107      | 43       | —        | 58       | —        | —        | —        | —        | —        | —        |                                                                 | The Wash                       |
| "Bad Intentions" (Knoc-Turn'al)                           | 2001   | 102      | 3        | —        | 45       | 75       | 8        | 26       | —        | 47       | 4        |                                                                 | The Wash                       |
| "Kush" (са Снуп Догом и Ејконом)                          | 2010   | 34       | 43       | 11       | 46       | —        | —        | —        | —        | 59       | 57       |                                                                 | Detox                          |
| "I Need a Doctor" (са Еминемом и Скајлар Греј)            | 2011   | 4        | 124      | 16       | 29       | 25       | 11       | 55       | 23       | 33       | 8        | - Америчко удружење дискографских кућа: 2× Платина - BPI: Злато | Detox                          |
| "Talking to My Diary"                                     | 2015   | —        | 105      | —        | —        | —        | —        | —        | —        | —        | —        |                                                                 | Compton                        |
| "Talk About It" (King Mez и Justus)                       | 2015   | —        | 40       | —        | —        | —        | —        | —        | —        | —        | —        |                                                                 | Compton                        |

### Као гостујући извођач
| Назив                                                             | Година | Позиција | Позиција | Позиција | Позиција | Позиција | Позиција | Позиција | Позиција | Позиција | Позиција | Сертификат                                                       | Албум                                    |
| Назив                                                             | Година | САД      | САД R&B  | САД реп  | ФРА      | НЕМ      | ИР       | ХОЛ      | НЗ       | ШВЕ      | УК       | Сертификат                                                       | Албум                                    |
| ----------------------------------------------------------------- | ------ | -------- | -------- | -------- | -------- | -------- | -------- | -------- | -------- | -------- | -------- | ---------------------------------------------------------------- | ---------------------------------------- |
| "We Want Eazy" Eazy-E, Др. Дре и MC Ren)                          | 1989   | —        | 43       | 7        | —        | —        | —        | —        | —        | —        | —        |                                                                  | Eazy-Duz-It                              |
| "We're All in the Same Gang" (The West Coast Rap All-Stars)       | 1990   | 35       | 10       | 1        | —        | —        | —        | —        | —        | —        | —        | - Америчко удружење дискографских кућа: Злато                    | We're All in the Same Gang               |
| "Funky Flute" (Jimmy Z и Др. Дре)                                 | 1991   | —        | —        | —        | —        | —        | —        | —        | —        | —        | —        |                                                                  | Muzical Madness                          |
| "U Better Recognize" (Sam Sneed и Др. Дре)                        | 1994   | —        | 48       | 18       | —        | —        | —        | —        | —        | —        | —        |                                                                  | Murder Was the Case                      |
| "California Love" (Тупак Шакур, Roger Troutman и Др. Дре)         | 1996   | 1        | 1        | 1        | 13       | 7        | 16       | 7        | 1        | 7        | 6        | - Америчко удружење дискографских кућа: 2× Платина - BPI: Сребро | All Eyez on Me                           |
| "No Diggity" (Blackstreet, Др. Дре и Queen Pen)                   | 1996   | 1        | 1        | —        | 25       | 14       | 10       | 7        | 1        | 11       | 9        | - Америчко удружење дискографских кућа: Платина - BPI: Платина   | Another Level                            |
| "Phone Tap" (The Firm и Др. Дре)                                  | 1996   | —        | —        | —        | —        | —        | —        | —        | —        | —        | —        |                                                                  | The Album                                |
| "Puppet Master" Сајпрес хил и Др. Дре)                            | 1997   | —        | 73       | —        | —        | —        | —        | —        | —        | —        | —        |                                                                  | Chapter 1                                |
| "Game Over" (Scarface, Др. Дре, Ајс Кјуб и Too $hort)             | 1997   | —        | —        | —        | —        | —        | —        | —        | —        | —        | —        |                                                                  | The Untouchable                          |
| "Ghetto Fabulous" (Ras Kass, Др. Дре и Mask 100)                  | 1998   | —        | 56       | —        | —        | —        | —        | —        | —        | —        | —        |                                                                  | Rasassination                            |
| "Guilty Conscience" (Еминем и Др. Дре)                            | 1999   | —        | 56       | —        | 97       | 40       | 12       | 22       | —        | —        | 5        | - BPI: Сребрно                                                   | The Slim Shady LP                        |
| "Hello" (Ајс Кјуб, Др. Дре и MC Ren)                              | 2000   | —        | 50       | —        | —        | —        | —        | —        | —        | —        | —        |                                                                  | War & Peace Vol. 2 (The Peace Disc)      |
| "Bitch Please II" (Еминем, Др. Дре, Нејт Дог, Снуп Дог и Егзибит) | 2000   | —        | 61       | —        | —        | —        | —        | —        | —        | —        | —        |                                                                  | The Marshall Mathers LP                  |
| "Ain't Nuttin' But Music" (D12 и Др. Дре)                         | 2001   | —        | —        | —        | 25       | —        | —        | —        | —        | —        | —        |                                                                  | Devil's Night                            |
| "[Fast Lane" (Bilal, Dr. Dre и Jadakiss)                          | 2001   | —        | 41       | —        | —        | —        | —        | —        | —        | —        | —        |                                                                  | 1st Born Second                          |
| "The Knoc" (Knoc-Turn'al, Др. Дре и Миси Елиот)                   | 2002   | 98       | 67       | 13       | —        | —        | —        | —        | —        | —        | —        |                                                                  | L.A. Confidential presents: Knoc-turn'al |
| "Symphony in X Major" (Егзибит и Др. Дре)                         | 2002   | —        | 63       | —        | —        | —        | —        | —        | —        | —        | —        |                                                                  | Man vs. Machine                          |
| "Encore" (Еминем, Фифти Сент и Др. Дре])                          | 2004   | 25       | 48       | 20       | —        | —        | —        | —        | —        | —        | 116      |                                                                  | Encore                                   |
| "Crack a Bottle" (Еминем, Фифти Сент и Др. Дре)                   | 2009   | 1        | 60       | 4        | —        | —        | 6        | 56       | 6        | 4        | 4        | - Америчко удружење дискографских кућа: 2× Платина - BPI: Сребро | Relapse                                  |
| "Old Time's Sake" (Еминем и Др. Дре)                              | 2009   | 25       | 115      | —        | —        | —        | 49       | —        | —        | —        | 61       |                                                                  | Relapse                                  |
| "Hell Breaks Loose" (Еминем и Др. Дре)                            | 2009   | 29       | —        | —        | —        | —        | —        | —        | —        | —        | —        |                                                                  | Relapse: Refill                          |
| "The Recipe" (Кендрик Ламар и Др. Дре)                            | 2012   | 103      | 38       | 23       | —        | —        | —        | —        | —        | —        | —        | - Америчко удружење дискографских кућа: Платина                  | Good Kid, M.A.A.D City                   |
| "New Day" (Фифти Сент, Др. Дре и Алиша Киз)                       | 2012   | 79       | 43       | 18       | 109      | 53       | —        | 92       | —        | —        | —        |                                                                  | Није ни на једном албуму                 |
| "3 Kings" (Рик Рос, Др. Дре Џеј-Зи)                               | 2012   | 101      | 60       | —        | —        | —        | —        | —        | —        | —        | —        |                                                                  | God Forgives, I Don't                    |

## Остале песме
| Назив                                                           | Година | Позиција | Позиција | Позиција | Албум                                 |
| Назив                                                           | Година | САД R&B  | АУС      | УК       | Албум                                 |
| --------------------------------------------------------------- | ------ | -------- | -------- | -------- | ------------------------------------- |
| "Fuck You" (Снуп Дог и Devin the Dude)                          | 1999   | 61       | —        | —        | 2001                                  |
| "Let's Get High" (Kurupt, Hittman и Ms. Roq)                    | 1999   | 72       | —        | —        | 2001                                  |
| "Xxplosive" (Hittman, Kurupt, Нејт Дог и Six-Two)               | 1999   | 51       | —        | —        | 2001                                  |
| "What's the Difference" (Егзибит и Еминем)                      | 1999   | 76       | —        | —        | 2001                                  |
| "Put It on Me" (DJ Quik и Mimi)                                 | 2001   | 62       | —        | —        | Training Day                          |
| "Say What You Say" (Еминем и Др. Дре)                           | 2002   | 110      | —        | —        | The Eminem Show                       |
| "The Watcher 2" (Џеј-Зи, Др. Дре, Truth Hurts и Rakim)          | 2002   | 123      | —        | —        | The Blueprint 2: The Gift & The Curse |
| "Imagine" (Снуп Дог, Др. Дре и D'Angelo)                        | 2006   | 107      | —        | —        | Tha Blue Carpet Treatment             |
| "[[Bounce" (Тимбаланд, Др. Дре, Миси Елиот и Џастин Тимберлејк) | 2008   | —        | —        | 176      | Shock Value                           |
| "Under Pressure" (са Џеј-Зијем)                                 | 2010   | 105      | —        | —        | Није ни на једном албуму              |
| "Popped Off" (T.I. и Др. Дре)                                   | 2012   | 75       | —        | —        | Fuck da City Up                       |
| "Compton" (Кендрик Ламар и Др. Дре)                             | 2012   | 52       | —        | —        | Good Kid, M.A.A.D City                |
| "Deep Water" (Кендрик Ламар, Justus & Anderson .Paak)           | 2015   | —        | —        | —        | Compton                               |
| "Genocide" (Кендрик Ламар, Marsha Ambrosius & Candice Pillay)   | 2015   | —        | —        | —        | Compton                               |
| "Medicine Man" (Еминем, Candice Pillay и Anderson .Paak)        | 2015   | 40       | —        | —        | Compton                               |

### Дуети
| Назив                            | Година | Остали музичари                                                     | Албум                                              |
| -------------------------------- | ------ | ------------------------------------------------------------------- | -------------------------------------------------- |
| "Tha Last Song"                  | 1989   | Above the Law, N.W.A.                                               | Livin' Like Hustlers                               |
| "Paint the White House Black"    | 1993   | Џорџ Клинтон, Ајс Кјуб, Паблик Енеми, Yo-Yo, MC Breed, Chuck D, Kam | Hey, Man, Smell My Finger                          |
| "G Funk Intro"                   | 1993   | Снуп Дог, Џорџ Клинтон и The Lady of Rage                           | Doggystyle                                         |
| "Who Am I? (What's My Name?)"    | 1993   | Снуп Дог                                                            | Doggystyle                                         |
| "Afro Puffs (продужена верзија)" | 1994   | The Lady of Rage                                                    | Above the Rim                                      |
| "187 Um"                         | 1995   | Снуп Дог                                                            | One Million Strong                                 |
| "Respect"                        | 1995   | Tha Dogg Pound                                                      | Dogg Food                                          |
| "Let's Play House"               | 1995   | Tha Dogg Pound, Michel'le, Нејт Дог                                 | Dogg Food                                          |
| "California Love" (ремикс)       | 1996   | 2Pac, Roger Troutman                                                | All Eyez On Me                                     |
| "Can't C Me"                     | 1996   | Тупак Шакур, Џорџ Клинтон, Ненси Флечер                             | All Eyez On Me                                     |
| "Nas Is Coming"                  | 1996   | Nas                                                                 | It Was Written                                     |
| "Cutaluff"                       | 1997   | Ant Banks, Slink Capone                                             | Big Thangs                                         |
| "Firm Family"                    | 1997   | The Firm                                                            | The Album                                          |
| "Ask Yourself a Question"        | 1998   | Kurupt                                                              | Kuruption!                                         |
| "Just Dippin                     | 1999   | Снуп Дог, Jewell                                                    | No Limit Top Dogg                                  |
| "Watch Me"                       | 1999   | Џеј-Зи                                                              | Vol. 3... Life and Times of S. Carter              |
| "If I Get Locked Up Tonight"     | 1999   | Funkmaster Flex, Енинем                                             | The Tunnel                                         |
| "Ho's a Housewife"               | 1999   | Kurupt, Hittman                                                     | Tha Streetz Iz a Mutha                             |
| "Even Deeper"                    | 1999   | Nine Inch Nails                                                     | The Fragile                                        |
| "Intro to Indo"                  | 2000   | Tha Eastsidaz                                                       | Tha Eastsidaz                                      |
| "Intro"                          | 2000   | Funkmaster Flex                                                     | The Mix Tape, Vol. IV                              |
| "U Know"                         | 2000   | Егзибит                                                             | Restless                                           |
| "Your Wife"                      | 2001   | Нејт Дог                                                            | Music and Me                                       |
| "That's Me"                      | 2001   | Шакил О'Нил                                                         | Shaquille O'Neal Presents His Superfriends, Vol. 1 |
| "Push Play"                      | 2002   | Truth Hurts                                                         | Truthfully Speaking                                |
| "Hollywood"                      | 2002   | Truth Hurts                                                         | Truthfully Speaking                                |
| "Money"                          | 2002   | King Tee, Dawn Robinson                                             | The Kingdom Come                                   |
| "The Chron"                      | 2002   | King Tee                                                            | The Kingdom Come                                   |
| "Where's T"                      | 2002   | King Tee                                                            | The Kingdom Come                                   |
| "Say What You Say"               | 2002   | Еминем                                                              | The Eminem Show                                    |
| "The Watcher 2"                  | 2002   | Џеј-Зи, Rakim, Truth Hurts                                          | The Blueprint 2: The Gift & The Curse              |
| "Shit Hits the Fan"              | 2003   | Obie Trice, Еминем                                                  | Cheers                                             |
| "Psychic Pymp Hotline"           | 2003   | The D.O.C., Mike Lynn                                               | Deuce                                              |
| "Gorilla Pympin"                 | 2003   | The D.O.C., Six-Two                                                 | Deuce                                              |
| "Judgment Day"                   | 2003   | The D.O.C., Six-Two                                                 | Deuce                                              |
| "Everyday Thing"                 | 2005   | Нас, Nature                                                         | Није ни на једном албуму                           |
| "Here We Go Again"               | 2005   | Гејм                                                                | Ghost Unit                                         |
| "Bloww"                          | 2005   | Hittman                                                             | Hittmanic Verses                                   |
| "Not Many Days Left"             | 2005   | Hittman                                                             | Murda Weapon                                       |
| "Imagine"                        | 2006   | Снуп Дог, D'Angelo                                                  | Tha Blue Carpet Treatment                          |
| "Come and Go"                    | 2007   | Фифти Сент                                                          | Curtis                                             |
| "Set It Off (Remix)"             | 2008   | Kardinal Offishal, Pusha T                                          | Није ни на једном албуму                           |
| "Bounce"                         | 2008   | Тимберленд, Миси Елиот и Џастин Тимберлејк                          | Shock Value                                        |
| "Syllables"                      | 2010   | Еминем, Џеј-Зи, Фифти Сент, Stat Quo, Cashis                        | Straight from the Lab                              |
| "I Dominate"                     | 2010   | Bishop Lamont                                                       | Није ни на једном албуму                           |
| "Bang Ya Head Harder"            | 2010   | Фифти Сент, Lloyd Banks, Candice Pillay                             | The Reconstruction Mixtape                         |
| "Drug Test"                      | 2011   | Гејм, Снуп Дог                                                      | The R.E.D. Album                                   |
| "Back Against the Wall"          | 2011   | Slim the Mobster, Sly                                               | War Music                                          |
| "Popped Off"                     | 2012   | T.I.                                                                | Fuck da City Up                                    |
| "3 Kings"                        | 2012   | Рик Рос, Џеј-Зи                                                     | God Forgives, I Don't                              |
| "Compton"                        | 2012   | Кендрик Ламар                                                       | Good Kid, M.A.A.D City                             |
| "Stronger"                       | 2014   | Marsha Ambrosius                                                    | Friends & Lovers                                   |
| "Look Who"                       | 2014   | Баста Рајмс                                                         | Није ни на једном албуму                           |
| "Don't Trip"                     | 2015   | Гејм, Ајс Кјуб и will.i.am                                          | The Documentary 2                                  |
| "On Me"                          | 2015   | Гејм, Кендрик Ламар                                                 | The Documentary 2                                  |
| "Chillin'"                       | 2016   | Swizz Beatz                                                         | Није ни на једном албуму                           |
| "Wesley's Theory"                | 2016   | Кендрик Ламар                                                       | To Pimp a Butterfly                                |
| "I'm Back"                       | 2018   | Jon Connor                                                          | Није ни на једном албуму                           |

## Музички спотови
| Година                | Назив                                            | Режисер               | Музичар(и)                         |
| Као главни извођач    | Као главни извођач                               | Као главни извођач    | Као главни извођач                 |
| --------------------- | ------------------------------------------------ | --------------------- | ---------------------------------- |
| 1922                  | "Deep Cover"                                     |                       | Снуп Дог                           |
| 1922                  | "Nuthin' but a 'G' Thang"                        | Др. Дре               | Снуп Дог                           |
| 1993                  | "Fuck wit Dre Day (And Everybody's Celebratin')" |                       | Снуп Дог                           |
| 1993                  | "Let Me Ride"                                    | Dr. Dre               | Jewell и Снуп Дог                  |
| 1993                  | "Lil Ghetto Boy"                                 | Др. Дре               | Снуп Дог                           |
| 1994                  | "Natural Born Killaz"                            |                       | Ајс Клуб                           |
| 1995                  | "Keep Their Heads Ringin'"                       | Ф. Гари Греј          |                                    |
| 1997                  | "Been There, Done That"                          |                       |                                    |
| 1998                  | "Zoom"                                           |                       | LL Cool J                          |
| 1999                  | "Still D.R.E."                                   | Хајп Вилијамс         | Снуп Дог                           |
| 2000                  | "Forgot About Dre"                               |                       | Еминем                             |
| 2000                  | "The Next Episode"                               |                       | Снуп Дог                           |
| 2002                  | "Bad Intentions"                                 |                       | Knoc-turn'al                       |
| 2010                  | "Kush"                                           | Јозеф Калн            | Снуп Дог и Ејкон                   |
| 2011                  | "I Need a Doctor"                                | Ален Хуџс             | Еминем и Скајлар Греј              |
| Као гостојући извођач |                                                  |                       |                                    |
| 1995                  | "California Love"                                | Хајп Вилијамс         | Турак Шакур и Др. Дре              |
| 1996                  | "No Diggity"                                     | Хајп Вилијамс         | Blackstreet, Др. Дре и Queen Pen   |
| 1999                  | "Guilty Conscience"                              | Филип Атвел и Др. Дре | Еминем и Др. Дре                   |
| 2000                  | "Hello"                                          |                       | Ајс Клуб, MC Ren и Др. Дре         |
| 2002                  | "The Knoc"                                       | Џеф Ричер             | Knoc-turn'al, Миси Елиот и Др. Дре |
| 2002                  | "Symphony in X Major"                            | Џо Хен                | Егзибит и Др. Дре                  |